# Tüskéslábú bagoly
A tüskéslábú bagoly (Protoschinia scutosa)  a rovarok (Insecta) osztályának a lepkék (Lepidoptera) rendjéhez, ezen belül a bagolylepkefélék (Noctuidae) családjához tartozó faj.

## Elterjedése
Észak-Afrikából terjedt el Dél-Európába, Kis-Ázsiába és az egész Közép-Ázsiába Mongóliától, Kínán, Japánon és Koreán át. Észak-Amerikába is behurcolták. Vándorol az Alpokba , Pireneusokba és a Kárpátok irányába észak felé, megfigyelték Nagy-Britanniában , Norvégiában és Finnországban. Kedveli a pusztai, füves fenyéreket, és meleg lejtőket.

## Megjelenése
- lepke: szárnyfesztávolsága: 32–36 mm, felsőszárnya barnás szürke vagy fekete, a középmezője fehéres.A hátsó szárny fehéres egy nagy fekete folttal tarkított.
- hernyó: zöld, fekete háti vonallal és sötét csíkokkal és nagy keretes, fekete foltokkal.
- báb:  vékony, világos színű

## Életmódja
- nemzedék: Dél-Európában két generációja is lehet, a hidegebb területeken nem képes áttelelni.
- hernyók tápnövényei: Artemisia-fajok, mint például Artemisia vulgaris, Artemisia campestris, Artemisia scoparia, Artemisia abrotanum, Artemisia dracunculus.

## Fordítás
- Ez a szócikk részben vagy egészben  a   Beifuß-Blüteneule című német Wikipédia-szócikk fordításán alapul.  Az eredeti cikk szerkesztőit annak laptörténete sorolja fel. Ez a jelzés csupán a megfogalmazás eredetét és a szerzői jogokat jelzi, nem szolgál a cikkben szereplő információk forrásmegjelöléseként.